# Голамхосейн Саеді
Голамхосе́йн Саеді́ (перс. غلامحسین ساعدی, також транслітерується як Ґуламхусайн Саїді, псевдлнім Гохар Морад; *15 січня 1936, Тебриз, Іран — 23 листопада 1985, Париж, Франція) — видний іранський драматург, письменник, сценарист, культуролог, перекладач, лікар і громадський діяч ХХ століття.
Драматургії і прозі Саеді притаманні соціальна насиченість і критична спрямованість. 
Аж до самої смерті в Парижі внаслідок депресії та пов'язаного з нею алкоголізму залишався одним із найвидатніших і найплідніших іранських письменників та інтелектуалів світового рівня.

## З життєпису

### Дитячі і юнацькі роки
Саеді народився 1936 року в Тебризі, культурному та економічному осередку північно-західного іранського регіону Азербайджан у родині Тайєбе та Алі Асгар Саеді. Його батько, який належав до клану Саед ол-Мамалек, був на держслужбі в урядовій адміністрації. Сім'я жила відносно бідно. Його старша сестра померла, коли їй було 11 місяців, і він ріс з молодшими братом і сестрою. 
У 1941 році, після вторгнення Радянського Союзу в Тебриз, він разом із сім'єю втік на село. Там Саеді захопився культурою сільського Ірану. У дитинстві він був завзятим читачем, особливо захоплювався творами Чехова. Саме в ті дні, писав він через багато років, у нього «раптом відкрились очі».
У 1942 році Саеді почав відвідувати початкову школу в школі Бадр.
У 1945 році його рідна область стала автономною соціалістичною республікою. Хоча сепаратистська держава проіснувала лише рік, вона тимчасово запровадила азербайджанську як офіційну мову, крім того, що надихнула молодого Саеді. 
У 1948 році почав здобувати середню освіту в школі Мансур, однак згодом перейшов до школи Хекмат. 
У 1949 році Г. Саеді приєднався до молодіжної організації забороненої сепаратистської партії, Демократичної партії Азербайджану. Крім підбурювання селян проти великих землевласників, він допомагав редагувати три журнали: Faryad, So'ud і Javanan-e Azarbayjan. 
У 1953 році, після операції «Аякс», державного перевороту ЦРУ проти демократично обраного прем'єр-міністра Мохаммада Мосаддика, він і його молодший брат були заарештовані та ув'язнені у тюрмі Шахрбані в Тебризі. Хоча він більше не симпатизував комуністичній Народній партії Ірану, свою критичну соціально-політичну та літературну діяльність продовжив.
У 1954 році нарешті закінчив середню школу, і того ж року вступив до медичного факультету Тебризського університету (сьогодні медичний факультет є незалежним Тебризьким медичним університетом). 
Хоча Саеді почав писати ще в дитинстві, свої перші оповідання опублікував вже на початку 1950-х років. Протягом десятиліття були надруковані чимало його оповідань і перша п'єса Leylaj'ha (1957), причому остання, як і решта творів автора під жіночим псевдонімом Гохар Морад (також вимовляється Гоухар Мурад). 

### Роки зрілості на батьківщині
Після закінчення навчання в Тебризькому університеті 1961 року захистом дисертації на тему «Суспільні причини психоневрозу в Азербайджані» (Alal-e Ejtema'yi-ye Psiku-nuruz'ha dar Azarbayjan, Саеді проходив строкову військову службу як лікар у Салтанатабадському гарнізоні в Тегерані. 
У 1962 році він вступив до Тегеранського університету (сьогодні його медична школа є незалежним Тегеранським університетом медичних наук ), щоб здобути медичну спеціалізацію в галузі психіатрії, одночасно завершуючи медичну ординатуру в лікарні Рузбе.
Власне після переїзду до Тегерана у 1960-х роках, коли Саеді та його брат Акбар заснували медичну клініку в бідній південній частині міста, він ввійшов у коло літературної інтелігенції Ірану. Крім того, що він жив з Ахмадом Шамлу, відомим ліричним поетом, він потоваришував з Джалалом Але Ахмадом, Сіміном Данешваром, Парвізом Нател-Ханларі, Джамалом Мірсадегі, Міною Ассаді тощо. Також він подорожував південним Іраном, зокрема районами узбережжя Перської затоки й писав етнографічну літературу про подорожі.
У 1960-х роках свободу слова в Ірані почали придушувати. У 1966 році Саеді та інші інтелектуали протестували проти політики Міністерства культури та мистецтва, яка змушувала всіх видавців шукати державного дозволу на друк літератури. У 1968 році, після того, як їхні протести не увінчалися успіхом, Саеді та інші письменники створили «Асоціацію іранських письменників» (Kanun-e Nevisandegan-e Iran). Хоча його твори відтепер цензурувалися, Саеді продовжували публікуватися. Крім драм, оповідань, романів і сценаріїв, Саеді брав участь у виданні літературних журналів, наукових журналів, а також опублікував з півтора десятка перекладів європейської психологічної та медичної літератури. 
У 1973 році Саеді навіть став редактором щоквартального літературного часопису Alefba. Однак у наступному (1974) році уряд Пахлаві заборонив журнал, а САВАК заарештував та катував письменника. Схильний до суїцидальних думок, Саеді поринув у депресію відразу після його ув'язнення в одіозній в'язниці Евін у Тегерані, що тривало майже рік.
Наприкінці 1970-х - на початку 1980-х Саеді робив останні спроби просувати демократію в Ірані. У 1977 році він брав участь у заході  «Десять ночей поезії» (Dah Shab-e Sher) в Тегерані, організованому Асоціацією іранських письменників у співпраці з Goethe-Institut. Міжнародний комітет свободи публікацій Асоціації американських видавців запросив Саеді до Нью-Йорка, де він виступив, зустрівся і поспілкувався з американським драматургом Артуром Міллером. Після революції він приєднався до Національно-демократичного фронту, ліберальної лівої партії, заснованої (на честь Мосаддека) на противагу ісламістському правому крилу на чолі з аятоллою Хомейні.

### На еміграції, смерть

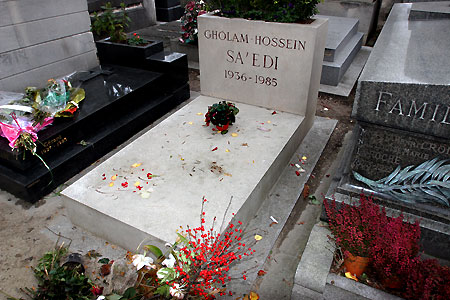
Могила Саеді на Пер-Лашез.

Після заснування теократичної ісламської республіки та страти свого друга, драматурга Саїда Солтанпура, Саеді втік до Франції через Пакистан. 
У 1982 році в Парижі він заснував Асоціацію іранських письменників у вигнанні та відновив журнал Alefba. Крім того, він став співзасновником «Товариства іранського театру» (Anjoman-e Te'atr-e Iran) і написав ще 2і п'єси на додачу до кількох есеїв.
Хоча це й не спинило його літературної діяльності, муки вигнання загострили депресію Саеді та алкоголізм. У 1985 році, після багатьох років пияцтва, у Саеді діагностували цироз печінки. Він продовжував пити, поки не потрапив до паризького госпіталю Св. Антуана 2 листопада 1985 року. 23 листопада він помер разом із дружиною та батьком. Кілька днів потому його поховали на цвинтарі Пер-Лашез біля могили Садека Гедаята - меморіал влаштувавла Асоціація іранських письменників у вигнанні.

## З творчості
Голамхосейн Саеді був відомим перським лікарем і письменником, який зробив великий внесок у перську літературу своєю реалістичною точкою зору. Переконання та політичні погляди автора, за які він відсидів кілька місяців у в'язниці, не лишались сталими, а зазнавали змін упродовж його життя. Зображуючи жахливі соціальні картини тогочасного іранського  суспільства, Саеді розпочав новий шлях реалізму в перській літературі. Він присвятив себе письменництву, наслідуючи інших авторів свого часу та їхні стилі. Відчуваючи сильний вплив Садега Хедаята, він навіть намагався покінчити життя самогубством. 
Автор понад 40 книжок, у яких проявився творчий талант драматурга (під псевдонімом Гохар Морад або Гоухар Мурад, згідно з арабською транслітерацією), новеліста, романіста, сценариста, а також культуролога, літературного критика, тревелрайтера та етнографа.
Чимало хто з дослідників вважає його сценарій фільму «Корова» (Gāv) (режисура Даріуша Мехрджуї) 1969 року magnum opus Саеді, оскільки він започаткував «нову хвилю» іранського кіно. 
Після революції 1979 року та його неминучої еміграції Г. Саеді залишався важливим діячем перської літератури й культури, навіть попри статус вигнанця.
Твори письменника перекладені на низку мов, зокрема англійською, російською тощо.